# Typhon Mangkhut
Le typhon Mangkhut, connu aux Philippines sous le nom de typhon Ompong, est un puissant typhon tropical qui a touché terre dans la province philippine de Cagayan le 15 septembre 2018, avec une durée d'environ 10 jours. Mangkhut est la vingt-deuxième tempête tropicale et le neuvième typhon de la saison annuelle des typhons. Il s'agit du plus fort cyclone tropical en 2018. Il est également le premier cyclone tropical à avoir touché les Philippines depuis Nock-ten (en) en décembre 2016 et le plus fort depuis le typhon Haima de la même année.

## Impact

### Philippines
Les Philippines sont un des pays les plus exposés aux catastrophes naturelles, avec une zone habitée par plus de 10 millions d’habitants.
Ce typhon est le cyclone le plus fort enregistré aux Philippines pour l’année 2018 avec des vents allant jusqu’à 330 km/h et des pluies torrentielles sur l’île de Luçon, provoquant des inondations et environ 51 glissements de terrain. Dans la ville minière d’Itogon, 34 mineurs sont retrouvés ensevelis après l’effondrement d’une montagne.
Les typhons fréquents aux Philippines maintiennent un système de pauvreté régulier dans ces régions du monde avec une destruction des productions agricoles ou de la connexion routière avec l’ensemble de l’île.
Avec l’arrivée instantanée de ce typhon, les régions sont très peu préparées et le bilan matériel ou humain perdu est très dur à établir. De nombreuses morts surviennent avec de nombreuses noyades.
On estime que ce typhon a fait au moins 81 morts dans le nord des Philippines, avant de frapper Hong Kong et le Sud de la Chine.

### Hong Kong et la Chine méridionale
Le 16 septembre 2018, la tempête touche les côtes méridionales chinoises, dont Hong Kong dévastant les logements et les rues avec de fortes pluies torrentielles, des vents et des inondations, contraignant plus de 3 millions de personnes d’évacuer les zones à risques. 
Les autorités de Macao décident la fermeture de plusieurs casinos de la ville et l’annulation de plus de 400 vols.
Après avoir traversé les Philippines, le typhon perd en intensité.

### Chine intérieure
Le typhon continue sa progression en touchant le Sud de la Chine en tuant près de 4 personnes dans la région du Guangdong.

## Réaction humanitaire
Les réactions humanitaires sont nombreuses, notamment face à la complexité des estimations des dégâts matériels et humains. Les équipes d’intervention principalement d’Handicap international, ayant déjà fait plusieurs interventions aux Philippines face à d’autres typhons, ou de La Croix rouge se mobilisent dès le lundi suivant dans les zones les plus touchées afin d’identifier les dégâts et les besoins des populations affectées, qui étaient estimées à 500 000 personnes affectées.
Cette aide humanitaire qui avait déjà débuté quelques jours avant l’arrivée du typhon, avait préconisé des opérations de prévention et de préparation à la catastrophe avec deux priorités telles que la mise à l’abri d’urgence pour les personnes sinistrées avec des domiciles insalubres et une aide alimentaire, puis la réponse aux moyens de subsistance avec des transferts monétaires selon le besoin des sinistrés, notamment dans l’agriculture, économie principale de cette région, où 60% de la production de riz a été détruite, 90% pour le maïs 1 mois avant les récoltes, ce qui renforce le système de pauvreté en Asie du Sud-Est en limitant les moyens de subsistance.